# Sterkselse Aa
De Sterkselse Aa is een riviertje in Nederland. De stroom ontstaat uit verschillende beken op de grens van Noord-Brabant en Limburg ten oosten van Maarheeze. Van daar af stroomt het grootste deel van het water door het rond 1900 aangelegde Sterksels Kanaal. Parallel hieraan volgt de Sterkselse Aa als een klein meanderend beekje de oude loop. Ten noorden van Sterksel komen de beide wateren tezamen als Sterkselse Aa. Bij het Kasteel Heeze vormt deze samen met de Groote Aa de Kleine Dommel.
Door de aanleg van het Sterksels Kanaal, dat water vanuit Limburg afvoert, voert de Sterkselse Aa alleen nog water uit Brabant af. Het Waterschap De Dommel voert plannen uit tot beekherstel, waarbij de Sterkselse Aa de functie van het Sterksels Kanaal weer over zal nemen. Door de aanleg van stuwen wordt verdroging tegengegaan, en grond langs de beek wordt aangekocht in het kader van de ontwikkeling van het Natuurnetwerk Nederland.